# ايدوارد كامبابادال
ايدوارد كامبابادال (بالإسبانية: Eduard Campabadal) (26 يناير 1993 بطراغونة في إسبانيا - ) هو لاعب كرة قدم إسباني في مركز الدفاع. شارك مع منتخب إسبانيا تحت 16 سنة لكرة القدم ومنتخب إسبانيا تحت 17 سنة لكرة القدم ومنتخب إسبانيا تحت 18 سنة لكرة القدم. أما مع النوادي، فقد لعب مع ريال مايوركا ومانشستر سيتي ونادي قرطبة ونادي لوغو وويغان أتلتيك وCórdoba CF B ‏.

## وصلات خارجية
- ايدوارد كامبابادال على موقع قاعدة بيانات كرة القدم.إي يو (الإنجليزية)
- ايدوارد كامبابادال على موقع Soccerbase.com (لاعب) (الإنجليزية)
- ايدوارد كامبابادال على موقع Soccerway.com (الإنجليزية)
- ايدوارد كامبابادال على موقع عالم كرة القدم.نت (الإنجليزية)
- ايدوارد كامبابادال على موقع AS.com (الإسبانية)